# Yisrael Zaguri
Yisrael Zaguri (in ebraico ישראל זגורי‎?; 29 gennaio 1990) è un ex calciatore israeliano, di ruolo centrocampista.

## Carriera

### Club
Zaguri ha cominciato la carriera con la maglia del Maccabi Haifa, prima di passare in prestito allo Hapoel Petah Tiqwa. Ha esordito per questa squadra il 21 agosto 2010, nella sconfitta per 3-1 sul campo dello Hapoel Ashkelon. Il 5 febbraio 2011 ha segnato la prima rete nella Ligat ha'Al, contribuendo al successo per 2-3 sul campo del Maccabi Petah Tiqwa. Ha poi vestito la maglia del Bnei Yehuda, prima di passare allo Hapoel Ramat Gan.

### Nazionale
Zaguri è stato convocato nella nazionale israeliana Under-21 dal commissario tecnico Guy Luzon, in vista del campionato europeo di categoria 2013.